# Mistrovství Československa v alpském lyžování 1983
Mistrovství Československa s mezinárodní účastí v alpském lyžování 1983 se konalo od 14. do 18. února 1983 v Jasné.

## Muži

### Sjezd
| Poř.             | Jméno          | Čas                     |
| Zlatá medaile    | Miroslav Kolář | Dukla Banská Bystrica   |
| Stříbrná medaile | Šoltýs         | UK Bratislava           |
| Bronzová medaile | Lank           | Chemička Ústí nad Labem |
| 4                | Geleta         | TSM Banská Bystrica     |
| 5                | Hermánek       | Dukla Banská Bystrica   |
| 6                | Gažo           | Jasná Liptovský Mikuláš |

### Slalom
| Poř.             | Jméno                    | Čas                   |
| Zlatá medaile    | Maciej Gąsienica Ciaptak | Polsko                |
| Stříbrná medaile | Miroslav Kolář           | Dukla Banská Bystrica |
| Bronzová medaile | Pochobradský             | Dukla Banská Bystrica |
| 4                | Wrobel                   | Polsko                |
| 5                | Marián Bíreš             | ČH Banská Bystrica    |
| 6                | Pauláth                  | Slavia Havířov        |

### Obří slalom
| Poř.             | Jméno          | Čas                     |
| Zlatá medaile    | Miroslav Kolář | Dukla Banská Bystrica   |
| Stříbrná medaile | Ivan Pacák     | Jasná Liptovský Mikuláš |
| Bronzová medaile | Němec          | VŠB Ostrava             |
| 4                | Šoltýs         | UK Bratislava           |
| 5                | Hučík          | LIAZ Jablonec           |
| 6                | Bobrovský      | UK Bratislava           |

### Trojkombinace
| Poř.             | Jméno          | Čas                     |
| Zlatá medaile    | Miroslav Kolář | Dukla Banská Bystrica   |
| Stříbrná medaile | Gažo           | Jasná Liptovský Mikuláš |
| Bronzová medaile | Geleta         | TSM Banská Bystrica     |
| 4                | Hučík          | LIAZ Jablonec           |
| 5                | Štancl         | UK Bratislava           |

## Ženy

### Sjezd
| Poř.             | Jméno              | Čas                     |
| Zlatá medaile    | Jana Gantnerová    | UK Bratislava           |
| Stříbrná medaile | Monika Hojstričová | Jasná Liptovský Mikuláš |
| Bronzová medaile | Lenka Vlčková      | UK Bratislava           |
| 4                | Olga Charvátová    | VŠ Praha                |
| 5                | Kolátková          | VŠT Košice              |
| 6                | Petrová            | Jasná Liptovský Mikuláš |

### Slalom
| Poř.             | Jméno              | Čas                     |
| Zlatá medaile    | Lenka Vlčková      | UK Bratislava           |
| Stříbrná medaile | Elena Medzihradská | Jasná Liptovský Mikuláš |
| Bronzová medaile | Olga Charvátová    | VŠ Praha                |
| 4                | Jana Harvanová     | UK Bratislava           |
| 5                | Monika Hojstričová | Jasná Liptovský Mikuláš |
| 6                | Jana Gantnerová    | UK Bratislava           |

### Obří slalom
| Poř.             | Jméno              | Čas                     |
| Zlatá medaile    | Alexandra Mařasová | Autoškoda Vrchlabí      |
| Stříbrná medaile | Monika Hojstričová | Jasná Liptovský Mikuláš |
| Bronzová medaile | Dana Dvoršťáková   | ČH Banská Bystrica      |
| 4                | Jana Harvanová     | UK Bratislava           |
| 5                | Elena Medzihradská | Jasná Liptovský Mikuláš |
| 6                | Petrová            | Jasná Liptovský Mikuláš |

### Trojkombinace
| Poř.             | Jméno              | Čas                     |
| Zlatá medaile    | Lenka Vlčková      | UK Bratislava           |
| Stříbrná medaile | Monika Hojstričová | Jasná Liptovský Mikuláš |
| Bronzová medaile | Elena Medzihradská | Jasná Liptovský Mikuláš |
| 4                | Dvoršťáková        | ČH Banská Bystrica      |
| 5                | Jana Harvanová     | UK Bratislava           |